# Кутиназа
Кутиназа (Шифр КФ 3.1.1.74) — фермент, катализирующий химическую реакцию:
Кутин + H2O {\displaystyle \rightleftharpoons } Кутиновые мономеры
Таким образом, двумя субстратами этого фермента являются кутин и H2O, тогда как его продуктом является мономер кутина.
Этот фермент принадлежит к семейству гидролаз, особенно тех, которые действуют на связи сложных эфиров карбоновых кислот. Систематическое название этого класса ферментов — кутингидролаза .
Надземные органы растений защищены кутикулой, состоящей из нерастворимого полимерного структурного соединения кутина, который представляет собой сложный полиэфир, состоящий из гидрокси- и гидроксиэпоксижирных кислот. Патогенные грибы растений продуцируют внеклеточные ферменты деградации которые играют важную роль в патогенезе. В их состав входит кутиназа, которая гидролизует кутин, способствуя проникновению грибка через кутикулу. Ингибирование фермента может предотвратить грибковую инфекцию через неповреждённую кутикулу. Мономеры кутина, высвобождаемые из кутикулы небольшими количествами кутиназы на поверхности спор грибов, могут значительно увеличивать количество кутиназы, секретируемой спорами, механизм чего пока неизвестен.
Кутиназа представляет собой серинэстеразу, содержащую классическую триаду сериновых гидролаз Ser, His, Asp. Белок принадлежит к альфа-бета-классу с центральным бета-слоем из 5 параллельных нитей, покрытых 5 спиралями с каждой стороны листа. Щель активного сайта частично покрыта двумя тонкими мостиками, образованными боковыми цепями аминокислот, в отличие от гидрофобной крышки, которой обладают другие липазы. Белок также содержит 2 дисульфидных мостика, которые необходимы для активности, их расщепление приводит к полной потере ферментативной активности. Два кутиназоподобных белка (MtCY39.35 и MtCY339.08c) были обнаружены в геноме бактерий Mycobacterium tuberculosis .